# Robert Turbin
Pour les articles homonymes, voir Turbin.
(en) Statistiques sur pro-football-reference
Robert James Turbin, né le 2 décembre 1989 à Oakland, est un joueur américain de football américain.
Il a remporté le Super Bowl XLVIII.